# شوریده‌ماهیان
شوریده‌ماهیان (Sciaenidae) خانواده‌ای از ماهیان هستند. شوریده‌ماهیان بالهٔ پشتی بلندی دارند که تا نزدیک دُم آن‌ها می‌رسد. یکی از ویژگی‌های بارز خانواده شوریده‌ماهیان داشتن خط جانبی بسیار پیشرفته‌ است که مثلاً در ماهی شوریده تا انتهای باله دمی هم می‌رسد در حالی که این خط در بهترین حالت در ماهی‌های دیگر تا ابتدای ساقهٔ دمی گسترش یافته است. همچنین این ماهی‌ها دارای اتولیت یا سنگ گوش‌های بسیار بزرگی هستند که نام سردهٔ ماهی شوریده یعنی اتولیتس نیز بر همین اساس انتخاب شده است. اکثر این اتولیت‌ها دارای نقوشی هستند و مثلاً در ماهی شوریده نقش یک نوزاد قورباغه بر روی آن دیده می‌شود. از دیگر ویژگی‌های خانواده شوریده ماهی‌ها قابلیت ایجاد صوت در آن‌هاست و برای همین آن‌ها را ماهی‌های غرغر کننده می‌نامند. در این تولید صوت، کیسه شنای بسیار بزرگ آن‌ها نقش دارد. کیسه شنا در اکثر این ماهیان هویجی شکل و دارای زوائدی است.
در سال‌های اخیر به علت صید بی‌رویه و استفاده از ابزار غیر استاندارد مانند تور ترال صید میگو و صید ماهیان کوچک و همچنین نامناسب بودن فصل ممنوعیت صید و گرمای شدید هوا و کم‌آبی در منطقه هندیجان و خور موسی، صید ماهی شوریده با کاهش همراه بوده‌است. ظاهراً در برخی کشورهای حاشیه خلیج فارس فعالیت‌هایی برای پرورش مصنوعی ماهی شوریده انجام پذیرفته‌است ولی چنین گزارشی در مورد ایران در دست نیست.